# Ospizio del Melani
L'ospizio di Gesù, Maria e Giuseppe, detto anche del Melani, è stata un'antica istituzione assistenziale di Firenze fondato nel 1686 dal cantante lirico castrato Domenico Melani.

## Storia

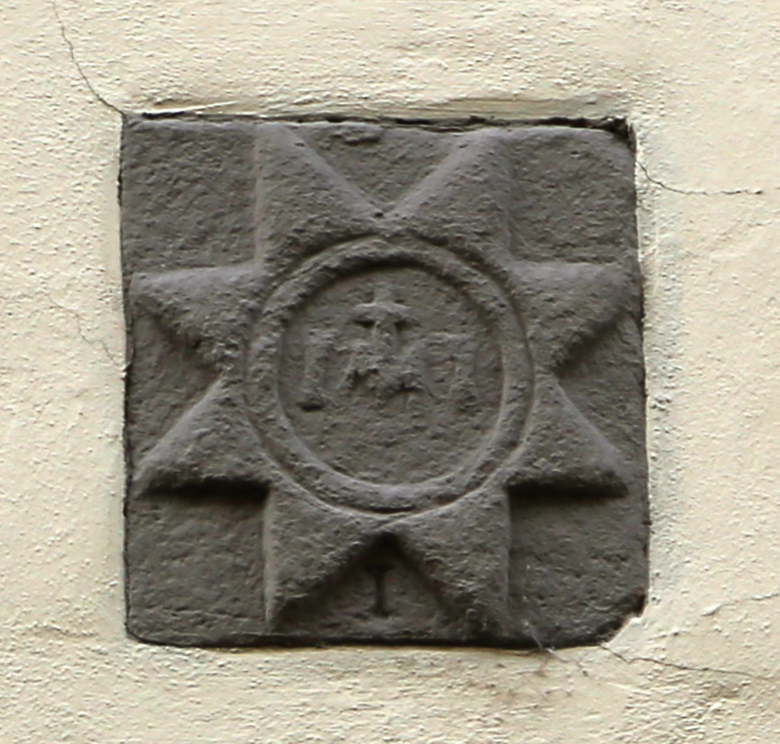
Stemma dello spedale del Melani in via San Gallo 61 rosso

Dal 1506 si trovava in questo luogo un edificio con oratorio a uso della Compagnia della Purificazione di Maria e di San Zanobi, costruito su un terreno dei frati di San Marco.
Nel 1680 si iscrisse alla Compagnia Domenico Melani, ricco cantante castrato ritiratosi a Firenze in vecchiaia dopo aver ottenuto grandissimi successi alla corte di Augusto I a Dresda.
Melani maturò l'idea, come "ringraziamento" a Dio per il dono della sua prodigiosa voce, di erigere un ospizio per accogliere i pellegrini oltramontani che attraversavano Firenze diretti a importanti luoghi di devozione quali Roma o Loreto. Si trattava dell'unica struttura, oltre a quello di San Tommaso in via della Pergola, che permetteva agli stranieri di soggiornare gratuitamente, di solito fino a tre notti salvo particolari infermità, anziché prendere alloggio in locande e alberghi. Tale scelta era probabilmente legata al successo ottenuto all'estero dal fondatore, che si sentiva particolarmente legato alla nazione sassone o più in generale tedesca.
L'ospizio, progettato da Carlo Marcellini, aveva fino a trentadue posti letto (più dodici straordinari predisposti solo durante gli anni santi), un refettorio da sessanta posti e due stanze riservate alle donne, ed era dedicato alla "Sacra Famiglia", ma era talvolta indicato anche come "della Santissima Conversazione" e, per esteso, a "Gesù, Maria e Giuseppe" o, più semplicemente, "del Melani".
Lo stemma dell'ospedale, che si vede ancora su una casa in via San Gallo 61 rosso e su una in Borgo dei Greci, consiteva in una stella d'oro a otto punte contenente una rotella azzurra i monogrammi azzurri ISR, di Maria e SO, sormontati da una crocetta dello stesso colore.
Sebbene dotato riccamente, l'ospedale ebbe tuttavia vita relativamente breve. Sottoposto al capitani del Bigallo nel 1752, subì una perdita di funzioni quando nel 1765 fu proibito il passaggio dei pellegrini romei nel Granducato. Dopo aver ospitato allora i poveri, nel 1773 i Capitani ne ottennero la soppressione, preferendo potenziare altre strutture coi ricavi della vendita dell'immobile.
Ridotto a civile abitazione, lo stabile, negli anni di Federico Fantozzi, era proprietà dei Pucci, che lo vendettero poi ai Modigliani-Rossi. Tutto lo stabile fu poi acquistato e ristrutturato da Felice Le Monnier. Dell'epoca del Melani dovrebbe restare la grande sala voltata al piano terra, oggi sede di un ristorante, dove doveva trovarsi il refettorio per i pellegrini (su alcune fonti moderne è invece indicata come spazio teatrale, uso pure possibile, ma non ricordato nella descrizione dell'ospizio della metà del XVIII secolo).